# مونيت
مونيت (بالإنجليزية: Monette, Arkansas)‏ هي مدينة تقع في مقاطعة كريغ هيد، أركنسو بولاية أركنساس في الولايات المتحدة. تبلغ مساحة هذه المدينة 4.2 (كم²)، وترتفع عن سطح البحر 72 م، بلغ عدد سكانها 1247 نسمة في عام 2009 حسب إحصاء مكتب تعداد الولايات المتحدة.

## التركيبة السكانية
حدّد مكتب تعداد الولايات المتحدة بيانات التركيبة السكانية لمونيت في تعداد الولايات المتحدة. في ما يلي، التركيبة السكانية حسب تعدادي 2000 و2010.

### تعداد عام 2000
بلغ عدد سكان مونيت 1,179 نسمة بحسب تعداد عام 2000، وبلغ عدد الأسر 525 أسرة وعدد العائلات 317 عائلة مقيمة في المدينة. في حين سجلت الكثافة السكانية 80.1 نسمة لكل كيلومتر مربع (207.5/ميل2). وبلغ عدد الوحدات السكنية 569 وحدة بمتوسط كثافة قدره 38.7 لكل كيلومتر مربع (100.2/ميل2).
وتوزع التركيب العرقي للمدينة بنسبة 96.61% من البيض و0.08% من الأمريكيين الأفارقة و0.08% من الأمريكيين الأصليين و1.44% من الأعراق الأخرى و1.78% من عرقين مختلطين أو أكثر و2.63% من الهسبانيون أو اللاتينيون من أي عرق.
بلغ عدد الأسر 525 أسرة كانت نسبة 26.5% منها لديها أطفال تحت سن الثامنة عشر تعيش معهم، وبلغت نسبة الأزواج القاطنين مع بعضهم البعض 47.2% من أصل المجموع الكلي للأسر، ونسبة 10.7% من الأسر كان لديها معيلات من الإناث دون وجود شريك،  بينما كانت نسبة 2.5% من الأسر لديها معيلون من الذكور دون وجود شريكة وكانت نسبة 39.6% من غير العائلات. تألفت نسبة 37.9% من أصل جميع الأسر من عدة أفراد يعيشون في نفس المنزل ونسبة 24.4% كانت تتألف من شخص يعيش بمفرده يبلغ من العمر 65 عاماً أو أكثر. وبلغ متوسط حجم الأسرة المعيشية 2.12، أما متوسط حجم العائلات فبلغ 2.78.
بلغ العمر الوسطي للسكان 44.5 عاماً. وكانت نسبة 19.7% من القاطنين تحت سن الثامنة عشر، وكانت نسبة 7.3% بين الثامنة عشر والرابعة والعشرين عاماً، ونسبة 23.6% كانت واقعةً في الفئة العمرية ما بين الخامسة والعشرين والرابعة والأربعين عاماً، ونسبة 23.2% كانت ما بين الخامسة والأربعين والرابعة والستين، ونسبة 20.8% كانت ضمن فئة الخامسة والستين عاماً فما فوق. يوجد لكل 100 أنثى 78.7 ذكر، ويوجد لكل 100 أنثى في الثامنة عشر من عمرها فما فوق 75.9 ذكر.
بلغ متوسط دخل الأسرة في المدينة 27,500 دولارًا، أما متوسط دخل العائلة فبلغ 33,796 دولارًا. وكان متوسط دخل الذكور 28,375 دولارًا مقابل 20,109 دولارًا للإناث. وسجل دخل الفرد الخاص بالمدينة 16,517 دولارًا. وكانت نسبة 13.3% من العائلات ونسبة 16.4% من السكان تحت خط الفقر، وكان من هؤلاء نسبة 22.3% تحت سن الثامنة عشر ونسبة 25.7% في الخامسة والستين من العمر وما فوق.

### تعداد عام 2010
بلغ عدد سكان مونيت 1,501 نسمة بحسب تعداد عام 2010، وبلغ عدد الأسر 633 أسرة وعدد العائلات 380 عائلة مقيمة في المدينة. في حين سجلت الكثافة السكانية 102 نسمة لكل كيلومتر مربع (264.2/ميل2). وبلغ عدد الوحدات السكنية 697 وحدة بمتوسط كثافة قدره 47.4 لكل كيلومتر مربع (122.8/ميل2).
وتوزع التركيب العرقي للمدينة بنسبة 95.34% من البيض و0.20% من الأمريكيين الأفارقة و0.27% من الأمريكيين الأصليين و3.40% من الأعراق الأخرى و0.80% من عرقين مختلطين أو أكثر و5.66% من الهسبانيون أو اللاتينيون من أي عرق.
بلغ عدد الأسر 633 أسرة كانت نسبة 28.3% منها لديها أطفال تحت سن الثامنة عشر تعيش معهم، وبلغت نسبة الأزواج القاطنين مع بعضهم البعض 48% من أصل المجموع الكلي للأسر، ونسبة 9.3% من الأسر كان لديها معيلات من الإناث دون وجود شريك،  بينما كانت نسبة 2.7% من الأسر لديها معيلون من الذكور دون وجود شريكة وكانت نسبة 40% من غير العائلات. تألفت نسبة 37.1% من أصل جميع الأسر من عدة أفراد يعيشون في نفس المنزل ونسبة 21.5% كانت تتألف من شخص يعيش بمفرده يبلغ من العمر 65 عاماً أو أكثر. وبلغ متوسط حجم الأسرة المعيشية 2.26، أما متوسط حجم العائلات فبلغ 2.97.
بلغ العمر الوسطي للسكان 42.8 عاماً. وكانت نسبة 21.5% من القاطنين تحت سن الثامنة عشر، وكانت نسبة 8.4% بين الثامنة عشر والرابعة والعشرين عاماً، ونسبة 22.7% كانت واقعةً في الفئة العمرية ما بين الخامسة والعشرين والرابعة والأربعين عاماً، ونسبة 25.2% كانت ما بين الخامسة والأربعين والرابعة والستين، ونسبة 22.3% كانت ضمن فئة الخامسة والستين عاماً فما فوق. وتوزع التركيب الجنسي للسكان بنسبة 46.3% ذكور و53.7% إناث.

## وصلات خارجية
- The US50 - Cities and Towns in Arkansas State
- 2012 United States Census Estimate